# Падяк Валерій Іванович
Валерій Падяк (нар. 13 червня 1959, Ужгород) — кандидат філологічних наук, культурний діяч Закарпаття, книговидавець, журналіст, історик літератури, прихильник русинської національної орієнтації.
У 1966—1976 р. навчався в Ужгородській середній школі № 11, а далі в 1977—1982 рр. на відділенні російської мови Ужгородського державного університету. 1982—1986 рр. працював вчителем російської мови і літератури в Ужгородській середній школі № 7. В 1986—1992 був редактором шкільних підручників у Закарпатській філії Київського видавництва «Радянська школа». В той час написав (у співавторстві) кілька оригінальних шкільних підручників для шкіл з угорською мовою навчання. Захистив дисертацію (1990) на тему «Русская классика в литературном процессе Закарпатской Украины (вторая пол. ХІХ — нач. ХХ веков)» під керівництвом професора В. Л. Микитася, спеціаліста з літератури Закарпаття. Від 2010 року є викладачем Інституту русинської мови та культури Пряшівського університету (Словаччина).
2000 р. заснував власне «Видавництво Валерія Падяка», яке протягом наступних двох десятиліть видало близько 300 книжок, серед них й популярні в Україні видання: П.-Р. Маґочій. «Україна: Історія її земель та народів» (2012, 2-ге вид. 2017) та П.-Р. Маґочій, Й. Петровський-Штерн. «Євреї та українці: тисячоліття співіснування» (2016, 2-ге вид. 2018). Видавництво відоме за межами Закарпаття як таке, що видає книжки не лише українською, а також карпаторусинською мовою.
Є автором, співавтором та укладачем понад двох десятків монографій, підручників, творів карпаторусинських письменників, зокрема: «Нарис історії карпаторусинської літератури» (Торонто, 2016), «Плаве кача по Тисині» (Ужгород, 2017), «Історія карпаторусинського національного театру та драматургії» (Пряшів, 2018), «А. Кралицький. Твори» (Пряшів. 2019).